# ديفيد هوف (سياسي)
ديفيد هوف هو ضابط وسياسي أمريكي، ولد في 13 مارس 1753 في نورويتش في الولايات المتحدة، وتوفي في 18 أبريل 1831 في لبنان في الولايات المتحدة. نشط حزبياً في الحزب الفيدرالي الأمريكي. وقد انتخب عضو مجلس النواب الأمريكي ‏.